# Marie-Julie Baup
Marie-Julie Baup, född 10 april 1979 i Clamart, Île-de-France, är en fransk skådespelerska.

## Roller i urval
- 2009 – Micmacs
- 2015–2018 – Au service de la France (TV-serie)
- 2017 – Jalouse
- 2017 – Les grands esprits
- 2021 – Utsökt
- 2024 – Monsieur Aznavoure